# Rokity (Czarna Dąbrówka)
Rokity (deutsch Groß Rakitt, kasch. Wieldżé Roczitczi) ist ein altes Kaschuben-Dorf in der polnischen Woiwodschaft Pommern und gehört zur Landgemeinde Czarna Dąbrówka (Schwarz Damerkow) im Powiat Bytowski (Bütower Kreis).

## Geographische Lage
Das Dorf liegt in Hinterpommern, etwa 45 Kilometer ostsüdöstlich der Stadt Slupsk (Stolp) und 26 Kilometer nordöstlich der Stadt Bytów (Bütow).

## Geschichte

Rakitt ostsüdöstlich von Stolp (linke Bildhälfte), zwischen Lauenburg i. Pom. und Bütow, auf einer Landkarte von 1910.

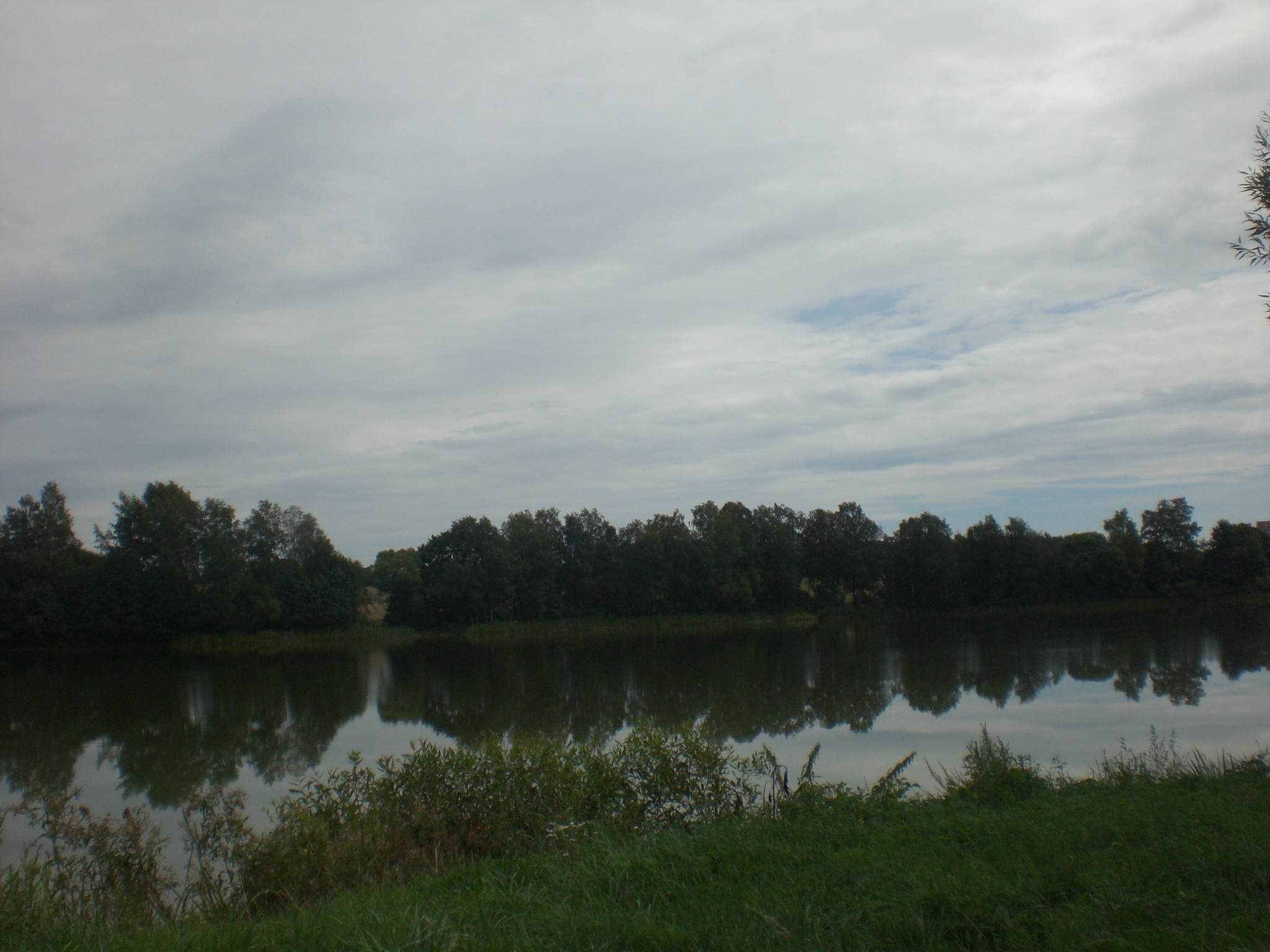
Sogenannter Großer See bei dem Dorf

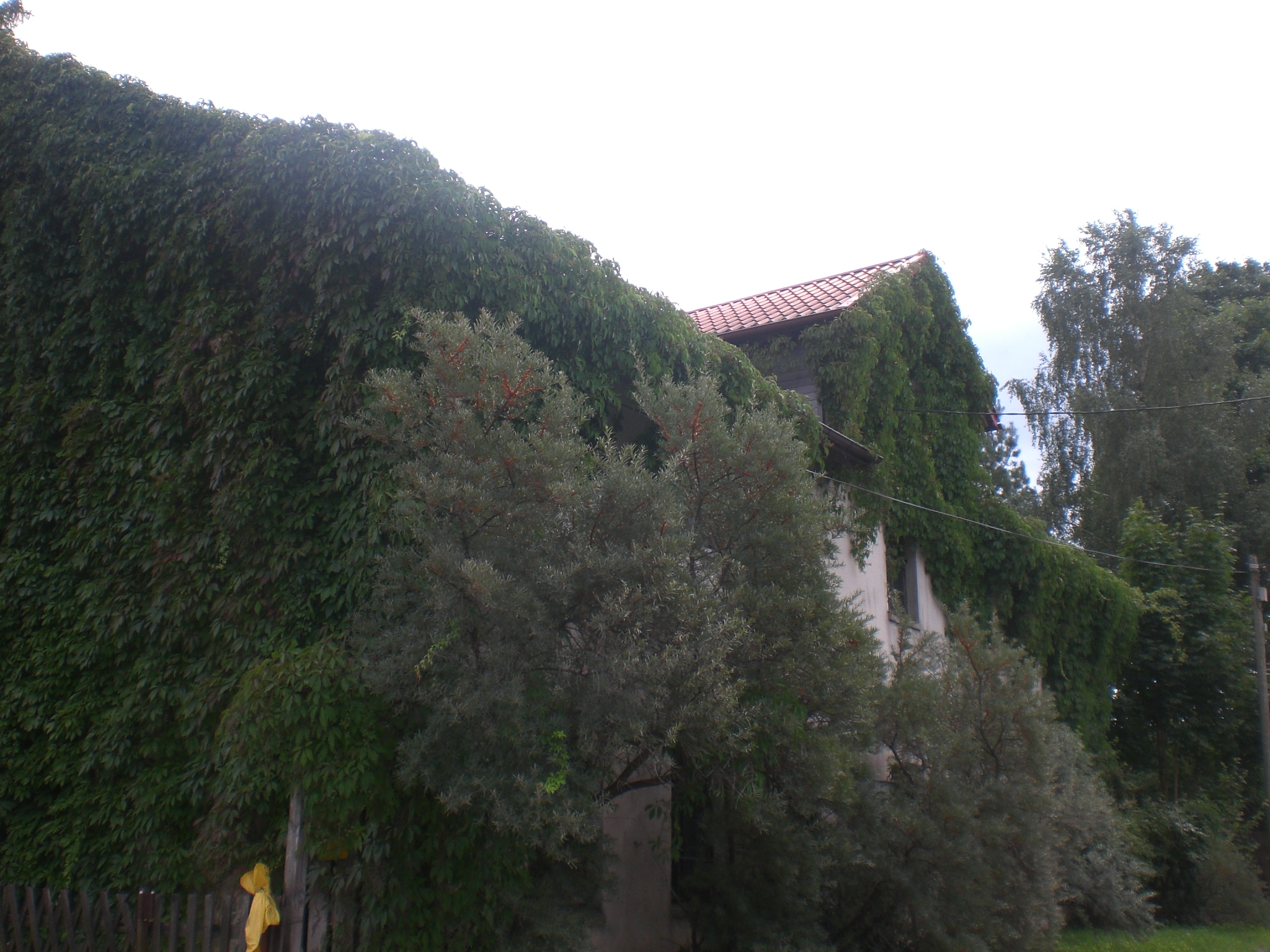
Gebäude im Dorf

Ältere Namensformen sind Rokitke (1377) und Rakitken (1601). Groß Rakitt war eines der ehemals adligen Güter in Hinterpommern. Bereits 1377 wird es urkundlich erwähnt. 1505 war es ein Pirchsches, später ein Münchowsches Lehen.
Von den Münchows ging Groß Rakitt nach mehrfachem Besitzerwechsel 1781 auf den Rittmeister Siegmund Adam von Wildberg über, in dessen Familienbesitz es bis 1835 blieb. 1782 hatte es ein Vorwerk, fünf Bauern, zwei Halbbauern, vier Kossäten, einen Schulmeister, auf der Feldmark das Vorwerk Philippsruhe mit einer Schmiede und sechs anderen Katen – bei insgesamt 38 Feuerstellen.
Im Jahre 1861 erwarb Oberamtmann Zabel aus der Neumark Groß Rakitt. Die letzten Eigentümer waren dann 1893 Joachim Lüttke und dann die Landesbank AG. in Berlin. Am 7. August 1913 wurde der Gutsbezirk Groß Rackitt in die Landgemeinde Neu Rackitt umgewandelt.
Die Landgemeinde Groß Rakitt gehörte im Kreis Stolp neben einigen Ortschaften im Nordosten in der Nähe der Küstenseen der Ostsee zu den wenigen Dörfern, in denen noch einige Kaschuben lebten; 1867 wurden im Kreisgebiet insgesamt 188 Kaschuben gezählt.
Am 14. Juni 1920 traf eine Kommission in Groß Rakitt ein, die die deutsch-polnische Grenze aufgrund des Versailler Vertrages festlegte. Es wurden durch die Grenzziehung neun Bauern ihr Besitz zerschnitten, ganz abgesehen von freundschaftlichen und verwandtschaftlichen Beziehungen zwischen vielen Familien.
Um 1935 hatte Groß  Rackitt unter anderem zwei Gasthöfe, eine Niederlassung der Spar- und Darlehnskasse, eine Bäckerei, drei Gemischtwarenläden, eine Mühle, eine Böttcherei, eine Schmiede und zwei Tischlereien.
Im Jahre 1910 zählte Groß Rakitt 363 Einwohner. 1933 betrug ihre Zahl 387, und 1939 waren es 314.
Bis 1945 gehörte Groß Rakitt zum Landkreis Stolp im Regierungsbezirk Köslin der preußischen Provinz Pommern des Deutschen Reichs. Es war in den Amts- und Standesamtsbezirk Bochowke (1937–45 Hohenlinde) eingegliedert und lag im Amtsgerichtsbereich Lauenburg in Pommern.
Gegen Ende des Zweiten Weltkriegs wurde Groß Rakitt am 8. März 1945 von sowjetischen Truppen besetzt und bald nach Kriegsende zusammen mit ganz Hinterpommern unter polnische Verwaltung gestellt. Groß Rakitt wurde in Rokity umbenannt. Die Dorfbewohner wurden vertrieben.
Später wurden in der Bundesrepublik Deutschland 176 und in der DDR 59 aus Groß Rakitt vertriebene Dorfbewohner ermittelt.
Das Dorf war von 1945 bis 1954 Amtssitz der nach ihm benannten Landgemeinde Rokity, gehört aber heute zur Gmina Czarna Dąbrówka im Powiat Bytowski in der Woiwodschaft Pommern (1975 bis 1998 Woiwodschaft Stolp). Der Ort hat etwa 550 Einwohner.

## Schule

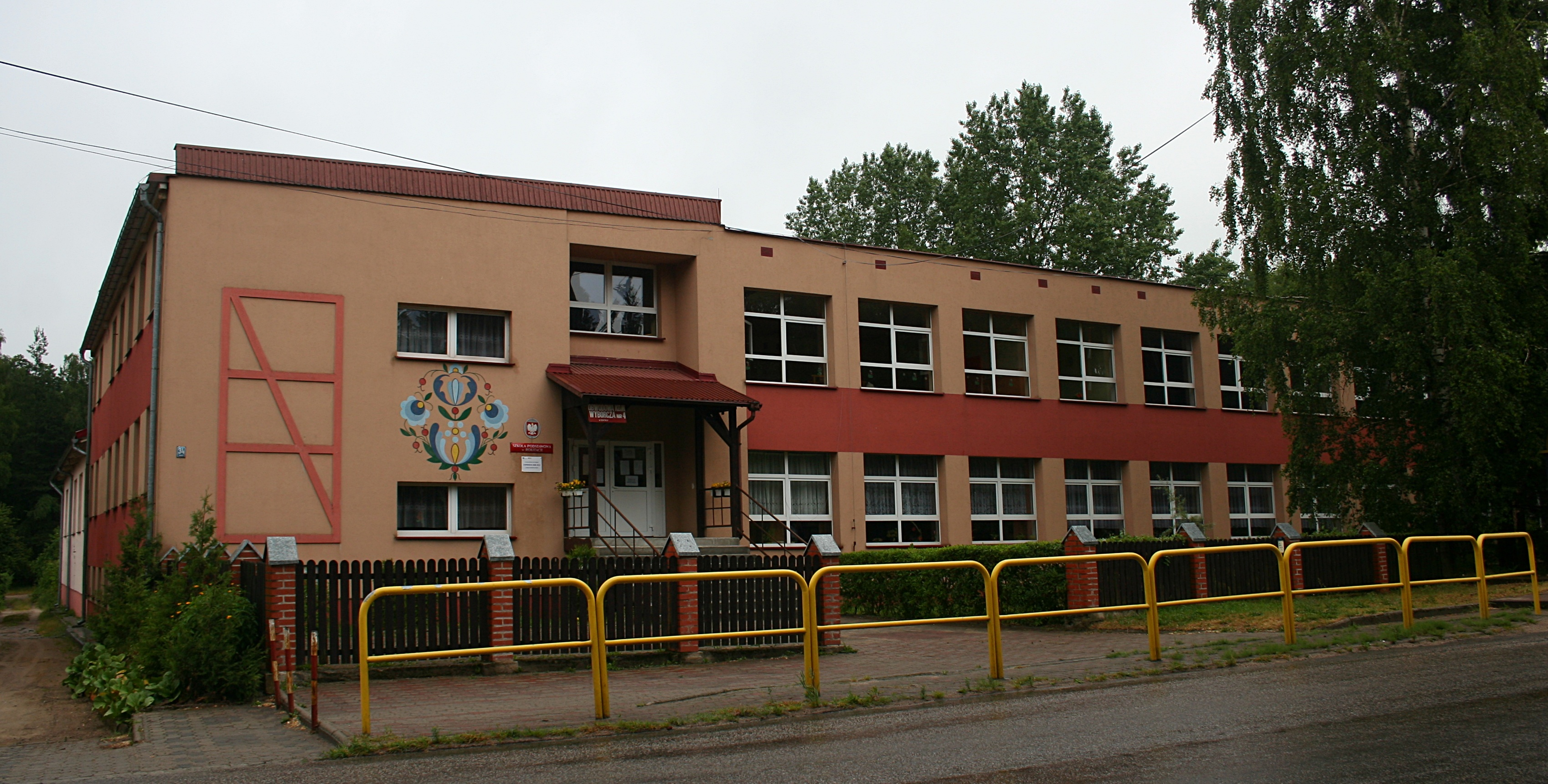
Dorfschule

Bereits zu Ende des 18. Jahrhunderts gab es in Groß Rakitt einen Schulmeister. In der 1932 dreistufigen Volksschule unterrichteten zwei Lehrer in drei Klassen 75 Schulkinder. Die letzten deutschen Lehrer waren Paul Lemke und Wilhelm Nitz.

## Kirche

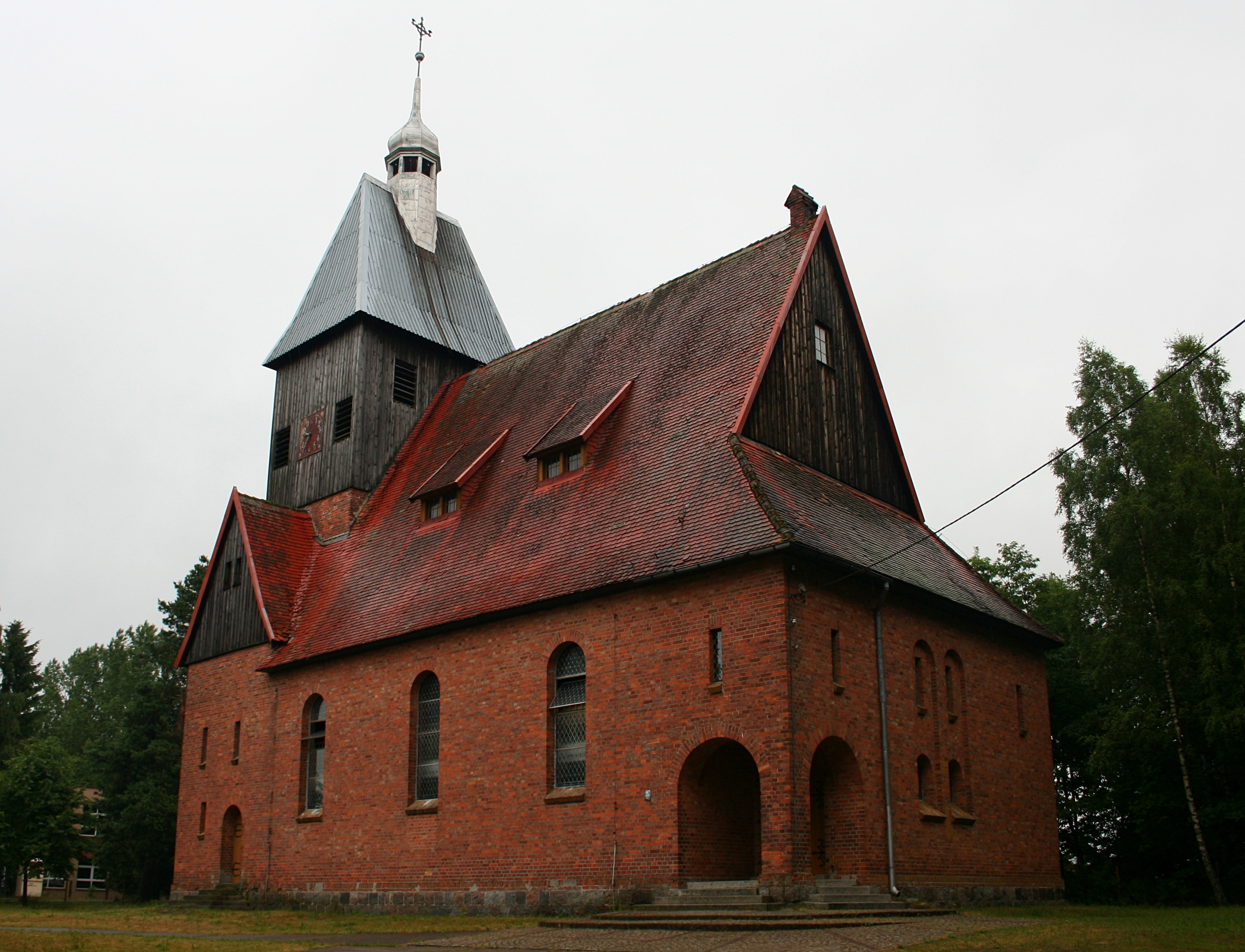
Dorfkirche (2010), bis 1945 Gotteshaus der evangelischen Gemeinde Groß Rakitt

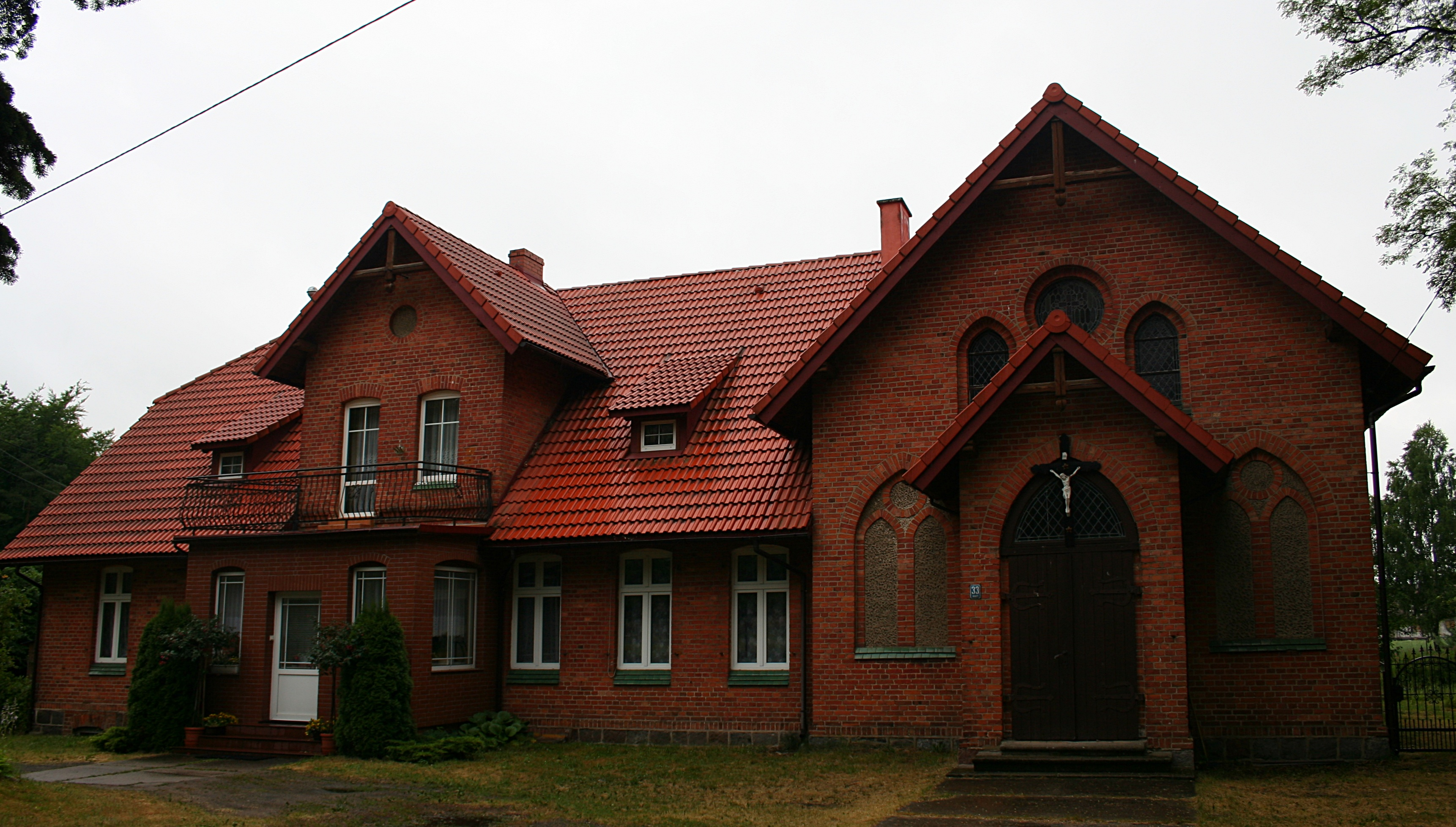
Pfarrhaus (2010), bis 1945 Amtssitz der evangelischen Pfarrei Groß Rakitt

### Pfarrkirche
Anlässlich einer Generalkirchenvisitation von 1891 wurde für Groß Rakitt der Bau einer Kirche beschlossen. Im Jahre 1907 konnte der Grundstein gelegt werden, und 1909 wurde der Bau der Kirche vollendet – als schlichter, aber ehrwürdiger Holz-Stein-Bau. Das evangelische Gotteshaus wurde 1945 unter polnischer Verwaltung  zugunsten der polnischen katholischen Kirche enteignet.

### Kirchspiel/Pfarrei bis 1945
Das damals evangelische Kirchspiel Groß Rakitt wurde zum 1. April 1909 gegründet. Bis dahin bestand eine pfarramtliche Anbindung an Mickrow. Bereits ab 1894 waren für den Bereich des späteren Kirchspiels eigens Pfarrvikare entsandt worden, die zunächst in Kosemühl, dann in Klein Rakitt und später in Groß Rakitt wohnten. Mit der Errichtung eines Kirchspiels wurde auch eine Pfarrstelle eingerichtet.
Zum Kirchspiel Groß Rakitt, das dem Kirchenkreis Stolp-Altstadt in der Kirchenprovinz Pommern der Kirche der Altpreußischen Union zugeordnet war, gehörten von 1909 bis 1945 die Orte:
| - Bochow - Bochowke (1937–45 Hohenlinde) - Dambee (1937–45 Eichen) - Gliesnitz - Groß Rakitt | - Neuhof - Klein Rakitt - Neurakitt - Saviat (1937–45 Seeblick) - Wottnogge (1937–45 Mühlenthal) |

Im Jahre 1940 zählte das Kirchspiel Groß Rakitt 1455 Gemeindeglieder. Das Kirchenpatronat oblag den staatlichen Behörden.

### Polnisches Kirchspiel seit 1945
Die seit 1945 und nach Vertreibung der einheimischen Dorfbewohner anwesende polnische Einwohnerschaft  ist überwiegend katholisch. Der Ort ist Pfarrsitz, die jetzige Pfarrei gehört zum neugebildeten Dekanat Łupawa (Lupow) im Bistum Pelplin der Katholischen Kirche in Polen. Eine Filialkirche wurde in Jasień (Jassen) errichtet.
Zur Pfarrei gehören die Orte: Baranowo (Bahrenbruch), Bochowo (Bochow), Bochówko (Bochowke, 1937–45 Hohenlinde), Brzezinka (Bresinke), Dęby, Gliśnica (Gliesnitz), Kłosy (Klössen), Łupawsko (Grünenwalde), Mydlita (Buchwalde), Nowa Wieś (Neuendorf), Otnoga (Wottnogge, 1937–45 Mühlenthal), Przylaski (Glashütte), Rokiciny (Neurakitt), Rokitki (Klein Rakitt), Soszyca (Neukrug) und Zawiaty (Saviat, 1937–45 Seeblick).
Aus diesen Ortschaften wurden die einheimischen Dorfbewohner seit 1945 von der polnischen Administration ebenfalls vertrieben.
Heute im Ort lebende evangelische Kirchenglieder gehören zum Pfarrsprengel der Kreuzkirchengemeinde in Słupsk (Stolp) in der Diözese Pommern-Großpolen der Evangelisch-Augsburgischen Kirche in Polen, von wo aus noch bis zum Beginn des 21. Jahrhunderts in Rokity Gottesdienste gehalten wurden. Nun jedoch ist der nächste Kirchort Lębork (Lauenburg in Pommern).

### Pfarrer bis 1945
Zwischen 1894 und 1909 amtierten im späteren Kirchspiel Groß Rakitt als Pfarrvikare:
- August Theodor Fritz Bock, 1894–1895
- Max Emil Oskar Kamrath, 1895
- Paul Emil Karl Lentz, 1895–1897
- Samuel Otto Bogislaw Plantiko, 1897–1900
- Wilhelm August Gotthilf Gabler, 1900–1901
- Otto Johannes Andreas Dibbelt, 1901–1905
- Otto Theodor Erich Sendler, 1906–1909

Ab 1909 amtierten in Groß Rakitt als Pfarrer:
- Otto Theodor Erich Sendler, 1909–1912
- Max Georg Juhr, 1912–1919
- Georg König, 1919–1929
- NN. Schneider, 1931–1933
- Wilhelm Rieck, 1933–1940
- Kurt Hübner, 1940–1945

Gegen Pfarrer Rieck, der hier seine erste Pfarrstelle versah, verfügte die Geheime Staatspolizei in Köslin am 29. Juni 1939 ein Aufenthaltsverbot für die Grenzkreise Stolp, Bütow, Lauenburg und Rummelsburg mit der Begründung, er lehne den nationalsozialistischen Staat ab und unterhalte Kontakt zu der jüdischen Familie Tabor in Groß Rakitt. Rieck wurde daraufhin vom Konsistorium der Provinz Pommern in Stettin per 8. August 1940 des Pfarramts enthoben.

## Verkehr

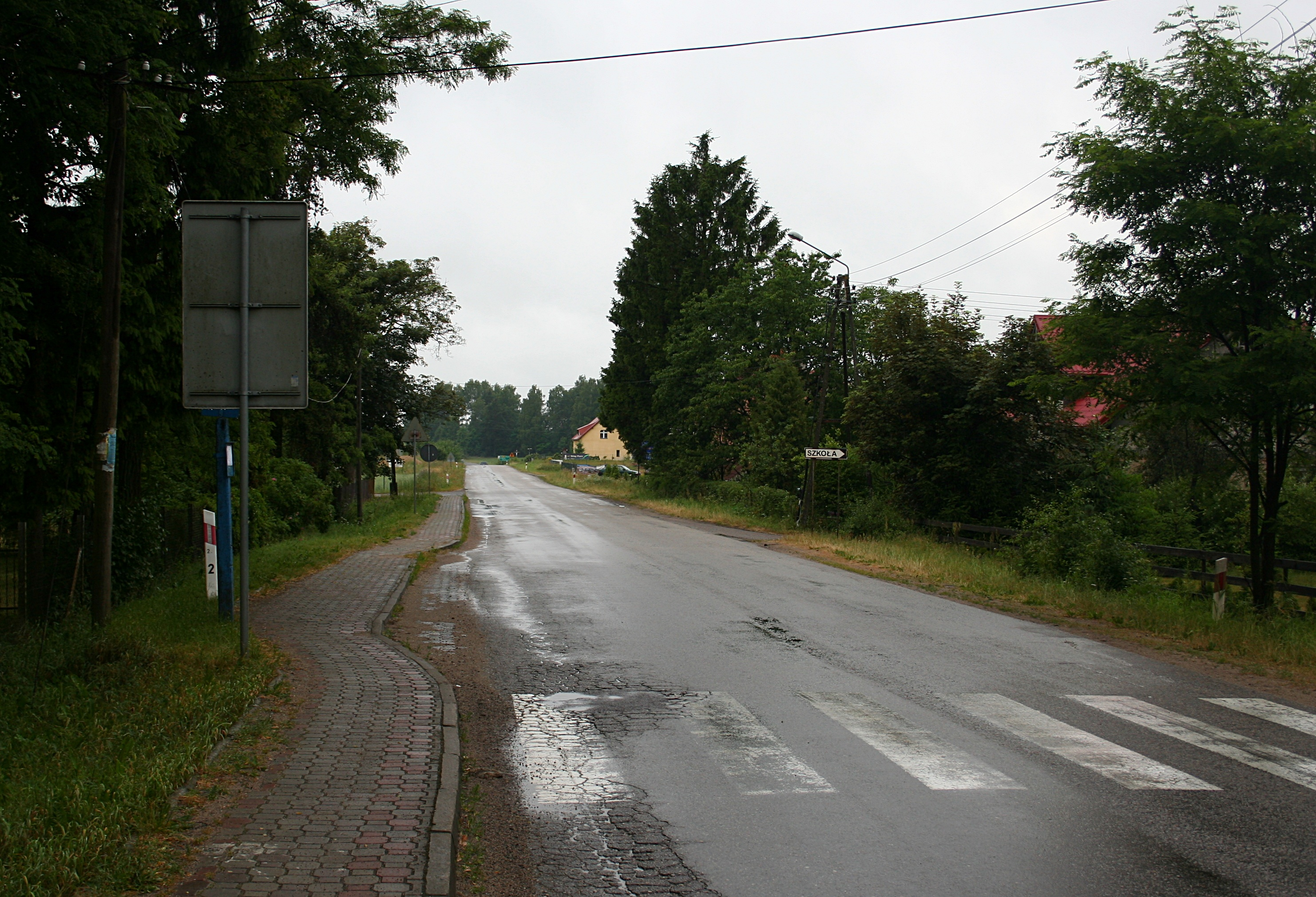
Woiwodschaftsstraße 211 in Rokity (Groß Rakitt)

Durch den Ort verläuft die Woiwodschaftsstraße 211, die Nowa Dąbrowa (Neu Damerow) an der polnischen Landesstraße 6 (ehemalige deutsche Reichsstraße 2, heute auch Europastraße 28) mit Żukowo (Zuckau) an der Landesstraße 20 verbindet.
Bis 1945 bestand Bahnanschluss über die Station Helenenhof an der Bahnstrecke Lauenburg–Bütow. Zwischen 1920 und 1939 war die östliche Gemeindegrenze zugleich die deutsch-polnische Staatsgrenze (Polnischer Korridor).